# Adjutor Rivard
Pour les articles homonymes, voir Rivard.
Adjutor Rivard (22 janvier 1868 - 17 juillet 1945) est un avocat, écrivain, juge et linguiste québécois. Il a fait des études au Petit séminaire de Québec et à l'Université Laval. Il est connu pour avoir fondé la Société du parler français au Canada (SPFC). Avec Mgr Louis-Nazaire Bégin, il a aussi fondé la revue L'Action catholique.
Il devint bâtonnier du Québec de 1918 à 1919.
En hommage à celui qui a été le premier linguiste québécois, le local qui abrite le laboratoire LexiQué à l'Université Laval a reçu, le 18 février 2002, le nom de Salle Adjutor-Rivard. Nommés en son honneur des rues dans la ville de Québec et à Lévis en plus du d'un lac au Réservoir-Dozois.
Il a publié de nombreux textes dans le Bulletin du parler français au Canada et Le Parler français de la SPFC et a collaboré à de nombreux périodiques dont Le Pionnier de Sherbrooke, L'Almanach de la langue française, La Vie nouvelle, La Vie canadienne et L'Apôtre.

## Ouvrages publiés
- L'art de dire : traité de lecture et de récitation, 1898 (en ligne)
- Manuel de la parole, 1901
- Bibliographie du parler français au Canada : catalogue analytique des ouvrages traitant de la langue française au Canada (en ligne) [avec James Geddes]
- Chez nous, 1914 (en ligne)
- Études sur les parlers de France au Canada, 1914 (en ligne)
- Chez nos gens, 1918, Prix de l'Académie française (en ligne)
- De la liberté de la presse, 1923 (en ligne)
- Glossaire du parler français au Canada, 1930 (en ligne)